# Véronique Taquin
 (avril 2021).
Si vous disposez d'ouvrages ou d'articles de référence ou si vous connaissez des sites web de qualité traitant du thème abordé ici, merci de compléter l'article en donnant les références utiles à sa vérifiabilité et en les liant à la section « Notes et références ».
Véronique Taquin, nom de plume de Véronique Tacquin, est une romancière française, née le 1er juillet 1959 à Paris.

## Biographie
Véronique Taquin a fait des études de lettres (elle est ancienne élève de l'ENS et major d'agrégation) et de cinéma (ancienne élève de l'IDHEC, devenue la FEMIS). Elle fut professeur de Chaire supérieure en khâgne au lycée Condorcet, après avoir exercé dans divers lycées du 93.
Elle a travaillé avec Gilles Deleuze sur l’émotion au cinéma et réalisé le moyen-métrage Bartleby ou les hommes au rebut (1993), en adaptant la nouvelle d'Herman Melville dans une perspective à la fois psychologique et politique.
Ses articles sur la littérature et le cinéma (Eisenstein, Dreyer, Duras, Pasolini, etc.) éclairent l’art de produire l’émotion et de dire l’indicible. Son essai sur Antigone explore l’ambivalence politique de l’usage du mythe par Anouilh. Ses textes sur l’économie et la politique (dans la Revue du Mauss, ReSPUBLICA) dirigent une ironie implacable contre les mystifications de discours prétendument savants. Elle est cosignataire de l'Appel de l'Observatoire du décolonialisme et des idéologies identitaires en 2021.
Sa trilogie romanesque porte sur nos imaginaires contemporains et le rôle qu’y jouent les médias. Dans Vous pouvez mentir (Le Rouergue, 1998), le média matriciel est la radio. Un roman du réseau (Hermann, 2012), est la fiction d’un récit rédigé à plusieurs sur Internet. Dans Étreinte des fantômes (à paraître), les personnages s’envoient sur Internet des textes et des vidéos. Cependant que chaque roman peut se lire indépendamment des autres, dans le dernier texte de la trilogie, ce sont des personnages du premier roman qui se saisissent du site créé dans le second.
Son roman Vous pouvez mentir a été favorablement accueilli par la presse ou les revues littéraires ou savantes (de La Quinzaine littéraire à Psychologie clinique). Le texte a été sélectionné par le Ministère des affaires étrangères pour être largement diffusé à l’étranger, et par les Inrockuptibles comme l’un des dix-sept meilleurs romans français ou étrangers de la rentrée.
Son deuxième roman, Un roman du réseau, a été l'occasion d'une expérimentation éditoriale sous la forme d'une réinvention du roman-feuilleton à l'ère du numérique : il a d'abord été diffusé et interprété en ligne sur le site de Médiapart (été 2011, textes et images), avant d'être publié chez Hermann (2012). Il a été l'objet de divers articles dans des revues de littérature, de psychanalyse, de sociologie, ou d'une journée d'étude filmée à l'ENS d'Ulm.
Comme les romans épistolaires, ces trois récits sont censés avoir été écrits par les personnages, qui se racontent et interprètent leurs récits. Dans ces romans réticulaires, la radio puis internet suscitent la création collective de textes et vidéos, et constituent une « machine à récit ». Celle-ci démultiplie la puissance des sensations, des émotions, et de l’interprétation des récits et de la vie. Dans un article paru dans la Nouvelle Revue Française (« La machine à récit : l’Auteur, l’Internet et l’Inconscient », novembre 2016), Véronique Taquin a tenté de dire en quoi la polyphonie favorisée par Internet lui permet d’introduire un certain trouble dans l’énonciation personnelle, pour parvenir à capter des contenus échappant à la conscience.
L’écriture réticulaire des personnages permet une plongée dans la profondeur des souvenirs, et la quête d’un possible avenir. Paradoxalement, les échanges à distance favorisent l’attention à la réalité des corps, et la polyphonie des pseudos suscite l’émergence des identités. Les dispositifs textuels, audiovisuels et numériques entremêlent émotion et interprétation, écriture quasi automatique et hyper-réflexivité. Ces romans fonctionnent comme des rêves, et comme des récits et interprétations de rêves. Parmi les nombreux arts évoqués, le cinéma imprègne l’écriture. Les faux raccords textuels suscitent l’émotion, intime ou politique, et l’interprétation. Le montage dissocie voix et visages, ou réunifie corps et esprits. Aux dispositifs faisant imaginer dans Un roman du réseau, s’ajoute l’usage des vidéos envoyées par les internautes dans Étreinte des fantômes.
La revue américaine Contemporary French & Francophone Studies a consacré un dossier spécial à son cycle romanesque. Le dossier comportent des extraits de ses romans, des interprétations des textes par une artiste peintre, et des réflexions sur son œuvre.

## Œuvres